# Heartbeats (The Knife)
Heartbeats är en låt av The Knife, utgiven som singel den 27 december 2002. Låten utgör öppningsspåret på The Knifes andra studioalbum Deep Cuts, utgivet den 17 januari 2003.
Den 9 januari 2006 utgav José González en cover på "Heartbeats". Singeln nådde första plats på Lista Przebojów Programu Trzeciego i Polen och nionde plats på UK Singles Chart.
I musikvideon till González cover ses cirka 50 000 färgrika studsbollar studsa nerför gatorna på Russian Hill i San Francisco.